# Xian de Yuanmou
Le xian de Yuanmou (元谋县 ; pinyin : Yuánmóu Xiàn) est un district administratif de la province du Yunnan en Chine. Il est placé sous la juridiction de la préfecture autonome yi de Chuxiong.
C'est dans ce xian, près du village de Danawu, qu'ont été découverts le 1er mai 1965 deux incisives de l'hominidé baptisé « Homme de Yuanmou ». Selon l'âge attribué à ces restes fossiles, objet de controverses, l'Homme de Yuanmou serait le contemporain de l'Homme de Lantian et de l'Homme de Pékin, avec l'estimation d'un demi-million d'années environ, mais pourrait être bien plus ancien : 1,7 million d'années avec l'estimation initiale.

## Démographie
La population du district était de 199 451 habitants en 1999.